# Чугунов, Пётр Петрович
Пётр Петрович Чугунов (1881 — 6 февраля 1922, Астрахань) — российский революционный деятель, участник Первой мировой войны и Гражданской войны. Участник установления советской власти в Астрахани. Командир кавалерийских дивизий. Дважды кавалер ордена Красного Знамени.

## Биография
Родился в 1881 году в рабочей семье. Работал бондарем. В 1905 год вступил в РСДРП(б). Участвовал в Первой мировой войне, имел звание вахмистра Русской императорской армии.
В 1918 году вступил в Красную армию. Участвовал с установлении советской власти в Астрахани. В ноябре 1918 года Чугунов был назначен Астраханским Губернским Военным Комиссаром. С декабря 1918 года по ноябрь февраль 1919 года являлся членом военного совета Астраханского укрепленного района. В октябре 1919 года был назначен начальником бригады 5-й Туркменской кавалерийской дивизии. Затем с февраля по апрель 1920 года был начальником 5-й Туркменской кавалерийской дивизии.
Будучи помощником начальника 3-го конного корпуса, с июня 1920 год, принимал участие в боях за установление советской власти в Белоруссии и Варшавской битве в августе 1920 года. 17 августа Пётр Петрович командовал войсками Красной армии во время восьмичасового боя под Влоцлавеком, который завершился победой советских войск. За этот бой в декабре 1920 года Чугунов был удостоен ордена Красного Знамени, в приказе о его награждении были отмечено его умелое командование войсками, благодаря которому была одержана победа, а также проявленные им храбрость и мужество.
В октябре—ноябре 1920 года был начальником 5-й Кубанской кавалерийской дивизии. Находясь на этой должности отличился во время боев с Русской армией Врангеля на территории Екатеринославской и Таврической губерний. В период с 27 октября по 3 ноября 1920 года под командованием Чугунова войска Красной армии овладели рядом населённых пунктов и укреплённых районов (в их числе сёла Вальдгейм, Гнаденфельд, Паульсгейм, Рикенау, Тигервейде и станция Рыково), «захвачено в боях до 4000 пленных, в том числе до 20 офицеров, около 50 орудий, свыше 100 пулеметов, 6 аэропланов, 5 бронепоездов, 5 автомобилей, много, снарядов, патронов, зерна, до 20 паровозов с большим количеством вагонов». За успехи в этих боях, 8 ноября 1920 года Пётр Петрович Чугунов был вновь удостоен ордена Красного Знамени, который был вручён ему Михаилом Фрунзе.
В январе 1921 года был назначен командиром 79-й бригады ВНУС и параллельно был командующим войсками Астрахани, а уже с июня 1921 года Пётр Чугунов вновь находился на должности Астраханского губернского военного комиссара. Пётр Петрович Чугунов скончался в 1922 году.

## Награды и память
Во время гражданской войны Пётр Петрович был удостоен двух орденов Красного Знамени (Приказ Реввоенсовета № 577 от 4 декабря 1920 — орден № 4498 и Приказ войскам конного корпуса 4-й армии № 6 от 8 ноября 1920 — орден № 2567).
С 1933 года имя Чугунова носит один из переулков Астрахани.